# Souvenirs (album de The Gathering)
Pour les articles homonymes, voir Souvenirs.
Albums de The Gathering
if_then_else
(2000) Sleepy Buildings – A Semi Acoustic Evening (Live)
(2004)
Singles
1. You Learn About It
Sortie : 2003
2. Monsters
Sortie : 2003

Souvenirs est le 7e album studio du groupe de rock néerlandais The Gathering sorti le 24 février 2003.
C'est le premier album du groupe sorti sur son propre label, Psychonaut Records, après un premier essai avec l'EP Black Light District en 2002. Le style de l'album se définit comme « trip rock »

## Liste des titres
Toutes les musiques sont composées par The Gathering et Zlaya Hadzich.
Toutes les paroles sont écrites par Anneke van Giersbergen, sauf We Just Stopped Breathing et Monsters par Zlada Hadzich et A Life All Mine par Anneke van Giersbergen et Trickster G.
| 1.    | These Good People           | 5:55  |
| 2.    | Even The Spirits Are Afraid | 5:12  |
| 3.    | Broken Glass                | 4:59  |
| 4.    | You Learn About It          | 5:08  |
| 5.    | Souvenirs                   | 6:06  |
| 6.    | We Just Stopped Breathing   | 6:51  |
| 7.    | Monsters                    | 5:01  |
| 8.    | Golden Grounds              | 4:52  |
| 9.    | Jelena                      | 10:09 |
| 10.   | A Life All Mine             | 5:07  |
| 59:25 |                             |       |

- Sur le CD, le titre Telson (2:08) figure en morceau caché avant le titre 1, sur l'édition limitée double vinyle, il apparaît en 11e position[2].

## Musiciens
- Anneke Van Giersbergen : chant, guitares
- René Rutten : guitares
- Frank Boeijen : claviers
- Hugo Prinsen Geerligs : basse
- Hans Rutten : batterie

Musiciens additionnels
- Kristoffer Rygg alias Trickster G. (du groupe Ulver) : chant sur A Life All Mine
- Kristin Fjellseth : chœurs sur You Learn About It
- Wouter Planteijdt : guitares électrique et acoustique sur These Good People et You Learn About It
- Mathias Eick : trompette sur We Just Stopped Breathing
- Kid Sublime : beats sur We Just Stopped Breathing
- Michael Buyens : basse sur You Learn About It et Monsters

## Classements hebdomadaires
| Classement (2003)             | Meilleure place |
| ----------------------------- | --------------- |
| Allemagne (Media Control AG)  | 90              |
| Pays-Bas (Mega Album Top 100) | 47              |